# Ramil Guliyev
Ramil Guliyev (Bakú, 29 de mayo de 1990) es un atleta de carreras de velocidad azerbaiyano nacionalionalizado turco. Compite en los carreras de 100 m (metros) y 200 m. Ganó el oro en el mundial de atletismo Londres 2017.

## Carrera
Compitió en los Campeonatos europeos de atletismo junior 2009 consiguiendo medalla de plata en 100 m (metros) y de oro en 200 m.
Posee el récord nacional júnior en ambas competiciones, y el récord europeo júnior en 200 m y 60 m. Su tiempo en los 200 m es el más rápido de un atleta júnior después de los 19,93 s de Usain Bolt.

## Entrenador
Fue entrenado por su padre, Eldar Quliyev, hasta la muerte de este por un ataque al corazón en junio de 2010.

## Estadísticas
| Carrera    | Fecha               | Lugar            | Tiempo (segundos)       |
| ---------- | ------------------- | ---------------- | ----------------------- |
| 60 metros  | 13 de enero de 2012 | Sumy, Ucrania    | 6,58 (récord nacional)  |
| 100 metros | 6 de julio de 2017  | Bursa, Turquía   | 9,97                    |
| 200 metros | 9 de agosto de 2018 | Berlín, Alemania | 19,76 (récord nacional) |
| 300 metros | 27 de julio de 2016 | Karlstad, Suecia | 32,61                   |